# 맥플러리

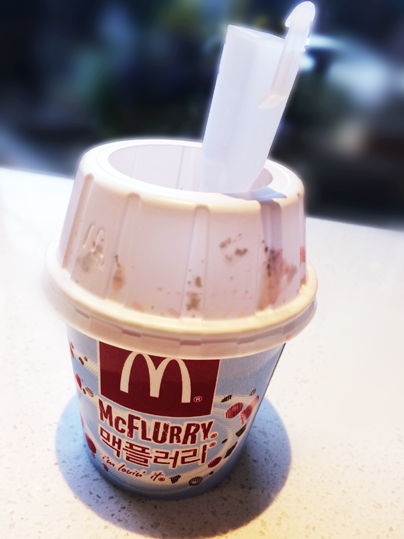
맥도날드 맥플러리.

맥플러리(McFlurry)는 맥도날드에서 판매하는 아이스크림의 브랜드이다. 1997년 10월 캐나다에서 최초로 판매되었다. 국가별로 선택 가능한 맛이 다르며, 대한민국에서는 오레오, 딸기, 초코를 선택할 수 있다.

## 환경 문제
맥플러리 컵의 입구가 너무 넓어서 동물들, 특히 고슴도치가 버려진 컵 안으로 남은 아이스크림을 먹기 위해 들어갔다가 빠져나오지 못하는 경우가 있었다. 이로 인해 용기를 변경하라는 요구를 계속 받아온 맥도날드는 결국 2006년 9월에 이러한 사건을 방지하기 위해 용기의 크기를 작게 변경하였다.
맥플러리는 현재 한국에서 2,500원에 판매되고 있다.